# Trabant
Trabant (нем. Trabant — Спутник, полное название — Sachsenring Trabant) — марка восточногерманских микролитражных автомобилей, серийно производившихся народным предприятием Sachsenring Automobilwerke. «Трабант» стал одним из символов ГДР.

## Предыстория
После войны территория Германии, где находился город Цвиккау, вошла в состав советской зоны оккупации Германии, а с 1949 года — в состав только что образованной ГДР. Бывший завод Horch был национализирован и объединён с бывшим заводом Audi. В 1948 году заводы вошли в состав производственного объединения Industrieverband Fahrzeugbau, сокращённо — IFA.

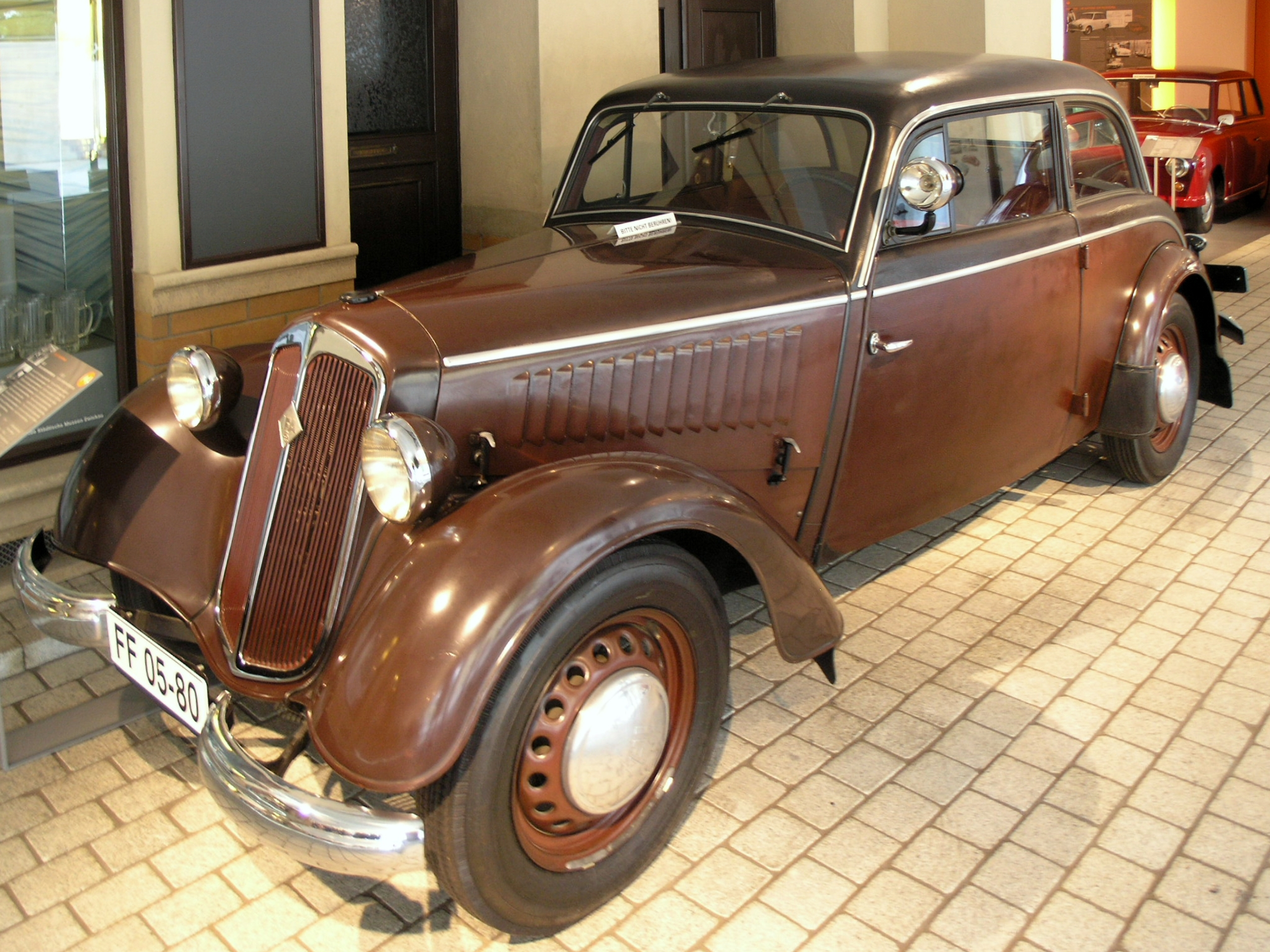
IFA F8

Вскоре на предприятии было возобновлено производство легковых автомобилей модели IFA F8, простой и хорошо отработанной конструкции, представлявшей собой продукт модернизации довоенной малолитражки DKW F8, с сохранением всех основных конструктивных особенностей — двухтактного мотора, привода на переднюю ось, лёгкой веретенообразной рамы и деревянного каркаса кузова. Основное отличие же составляла технология производства: у довоенных и DKW самых первых послевоенных IFA деревянный каркас кузова обшивался фанерой, которая поверх обтягивалась кожзаменителем типа ледерина, а боковины капота и крылья были выполнены из стали, в то время, как у IFA F8, выпущенных после 1953 года, большинство наружных кузовных панелей изготовлялось из пластика на основе фенолформальдегидной смолы и отходов хлопкового производства — так называемого дуропласта. Это позволило сэкономить бывший в послевоенные годы в дефиците стальной прокат и одновременно снизить массу кузова, повысить его долговечность по сравнению с фанерным вариантом.
В 1949—1953 годах в относительно небольших количествах была выпущена более крупная и современная модель с трёхцилиндровым двигателем (также двухтактным) и цельнометаллическим кузовом, IFA F9, базировавшаяся на довоенных экспериментальных разработках DKW, после чего производство этой линии автомобилей было перенесено на завод в Эйзенахе (бывший BMW) — она привела в конечном итоге к «Вартбургам».

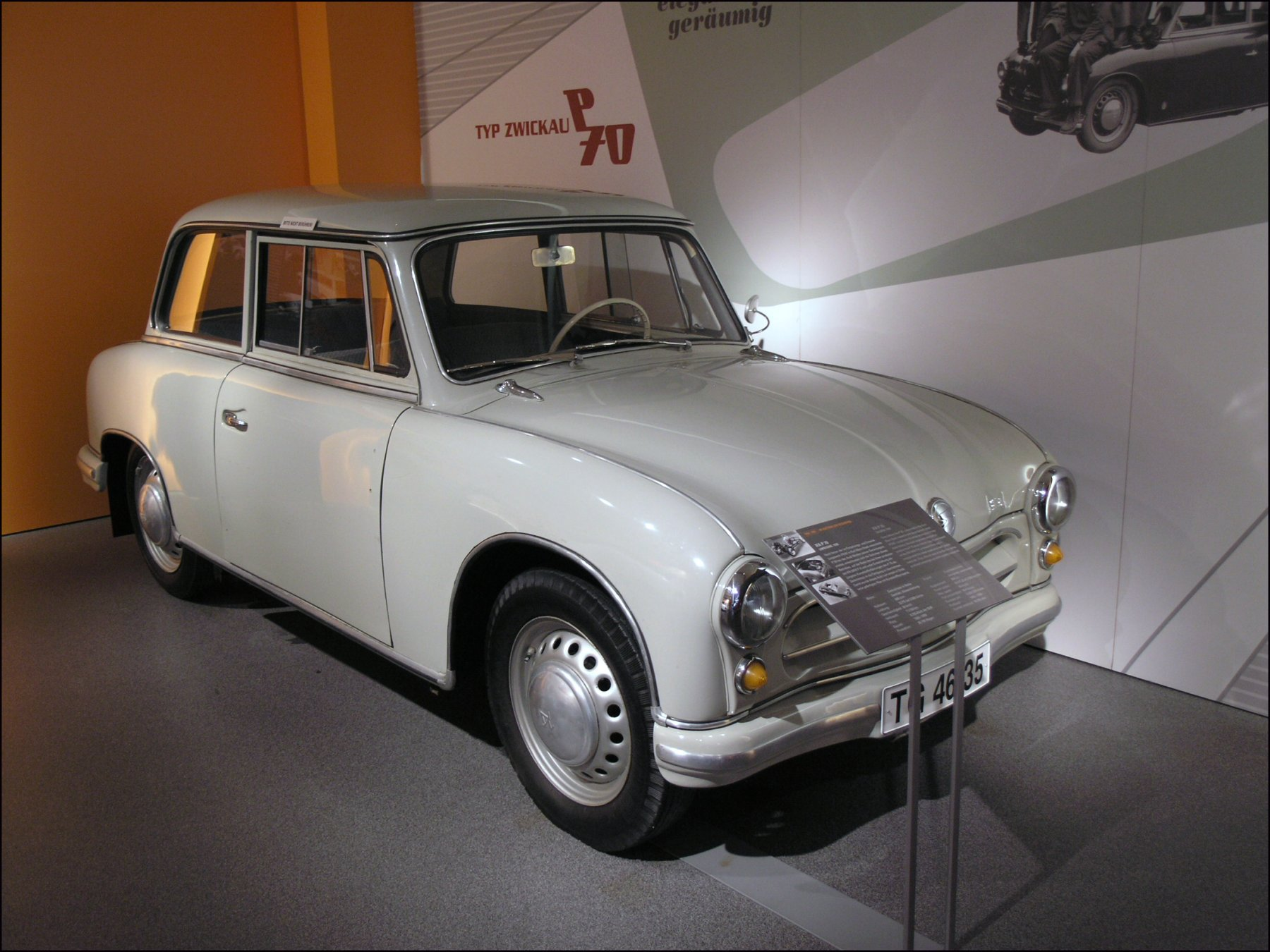
Седан P70

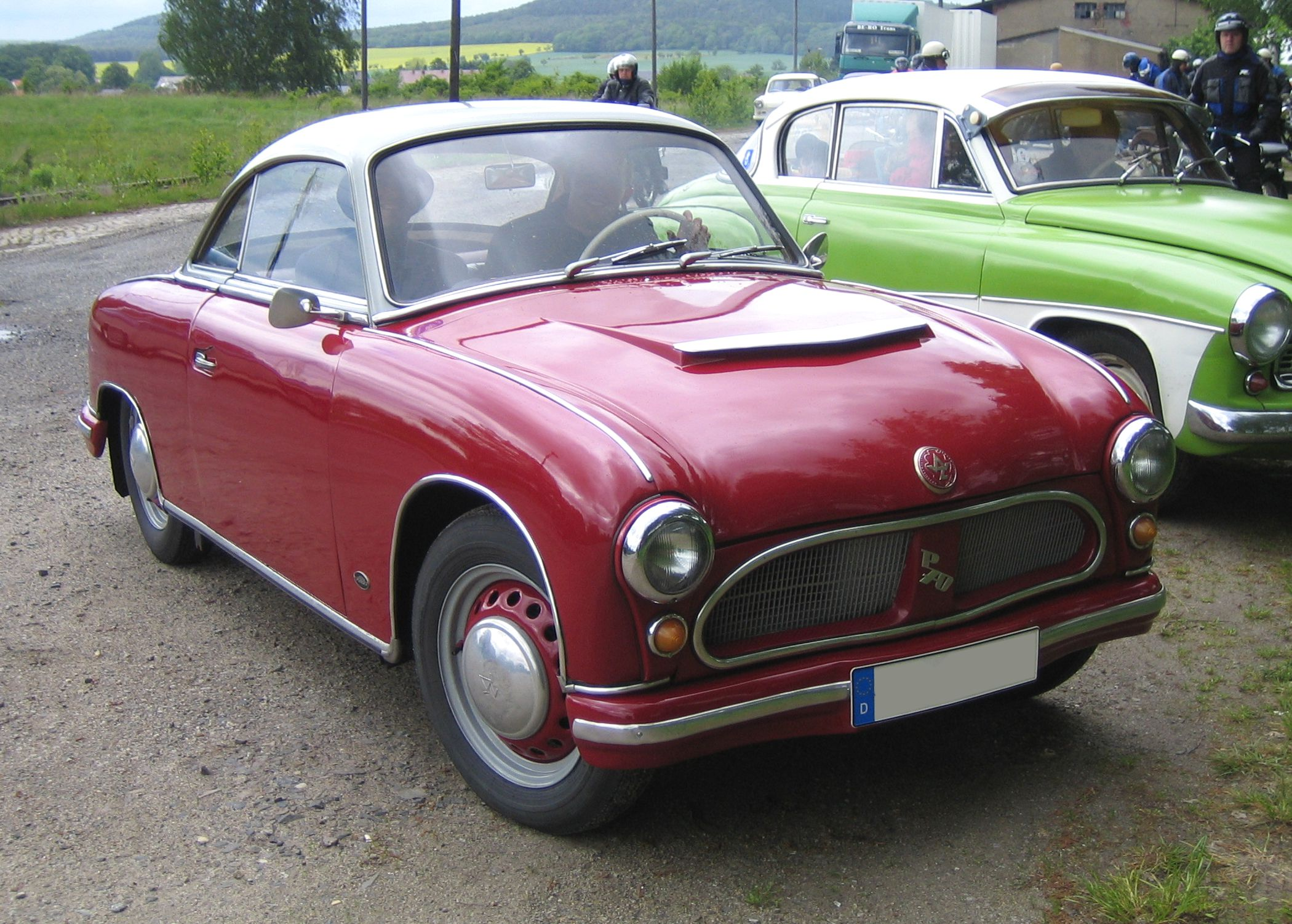
Купе P70

С 1955 года в серию пошли модель Sachsenring P240 класса «Волги», а также — малолитражка с мотоциклетным мотором объёмом 700 см³, пришедшая на смену устаревшей F8 — AWZ P70 «Zwickau». Это был непосредственный предок Trabant, он также имел частично пластиковый кузов (пластиковыми были крылья, бампера и ещё часть кузовных панелей). Хотя из-за низкой технологичности он и не стал по-настоящему массовым, именно на нём были отработаны многие конструктивные и технологические решения, впоследствии воплотившиеся в Trabant.
Существовало три варианта P70 — двухдверный седан, универсал (Kombi) и купе. Последний вариант был малосерийным (выпущено примерно 1500 экземпляров) и имел выполненный полностью вручную кузов (кузовные панели кроме пластиковых крыльев, решётки радиатора и некоторых других элементов были стальными, а каркас — стальным и, частично, деревянным), а также — роскошный кожаный салон и всё тот же 700-кубовый двигатель.

## История создания

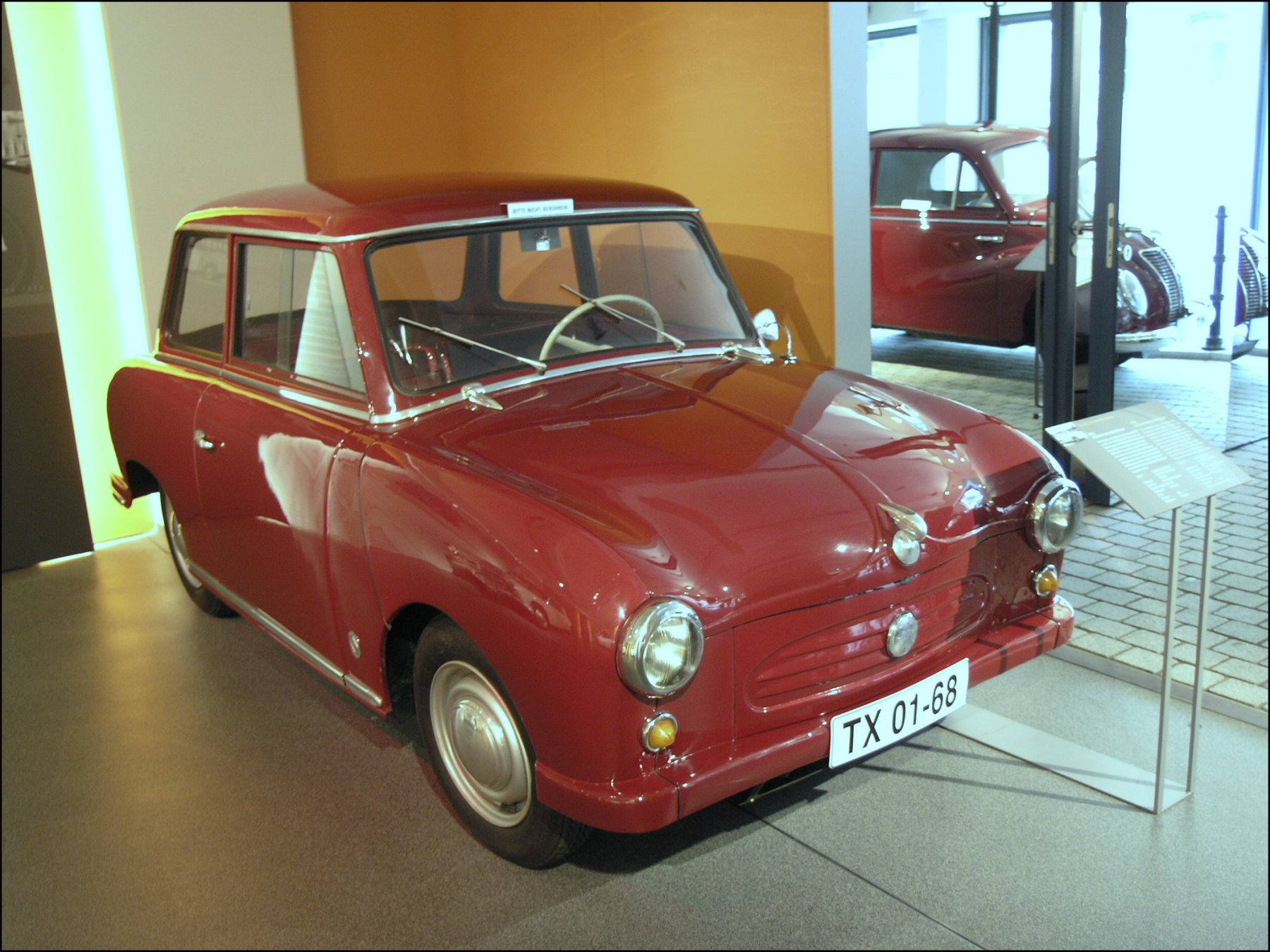
Прототип P50

Разработка стартовала в начале пятидесятых годов. Прототип был построен в 1954 году.
8 ноября 1957 года на заводе в Цвиккау начался выпуск автомобилей новой марки, названной «Трабант» в честь запущенного в том же году Советским Союзом первого спутника (по-немецки «Trabant» — «спутник»).
Эмблема была составлена из стилизованной буквы «S» («Sachsenring» — «Заксенринг»).

## Технические особенности
На автомобиле стоял поперечно расположенный рядный двухтактный, двухцилиндровый карбюраторный двигатель воздушного охлаждения объёмом 0,6 л (изначально 0,5 л) и мощностью 26 л. с. (изначально 18 л. с.). В отличие от двигателей водяного охлаждения, устанавливавшихся на F8 и P70, он происходил не от моторов, устанавливавшихся на довоенные малолитражки DKW, а от тех двигателей, которые эта фирма поставляла заводу Framo, занимавшемуся выпуском лёгких коммерческих грузовиков (на тот момент также включённому в состав объединения IFA).

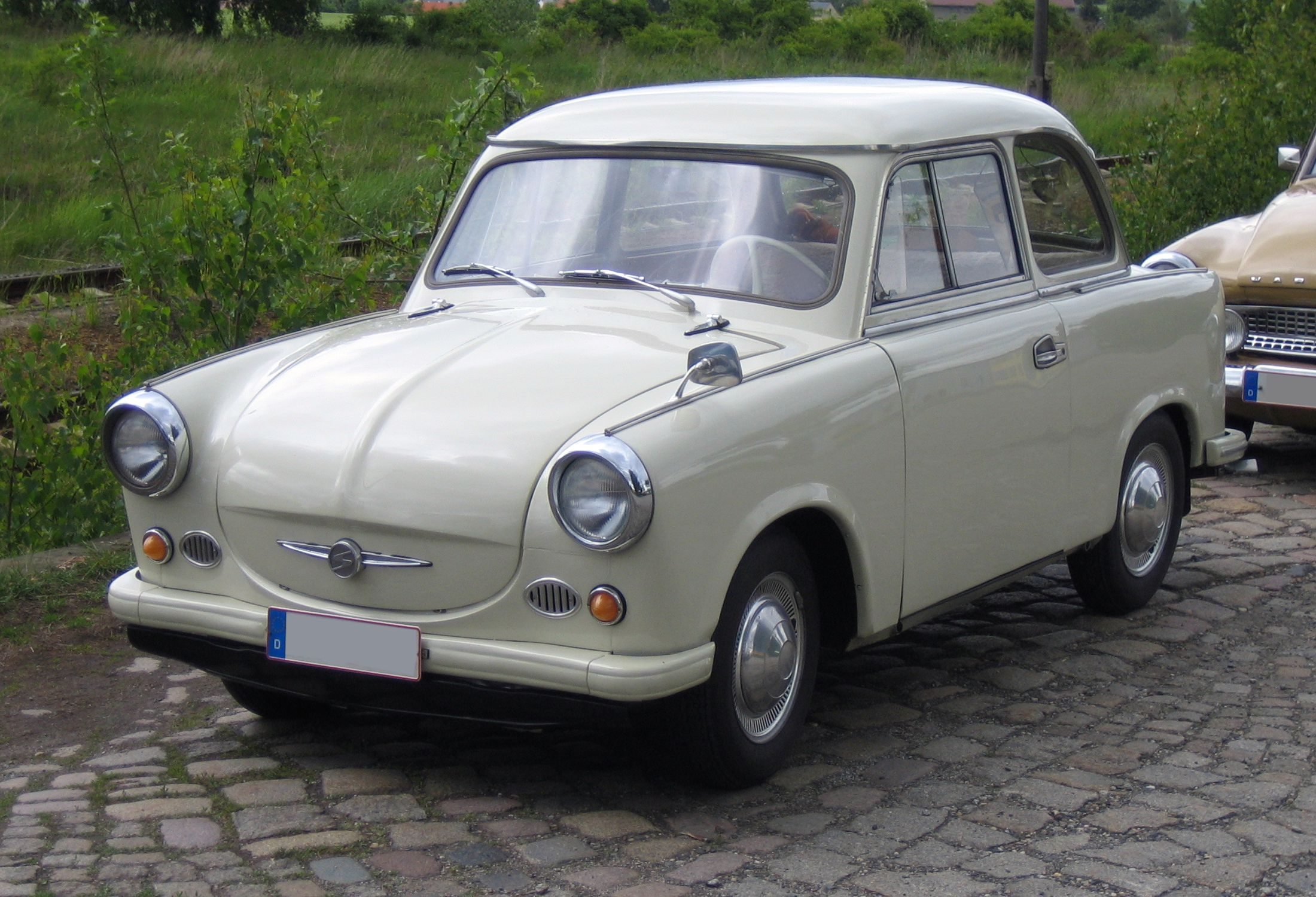
Ранняя модель — P50/500

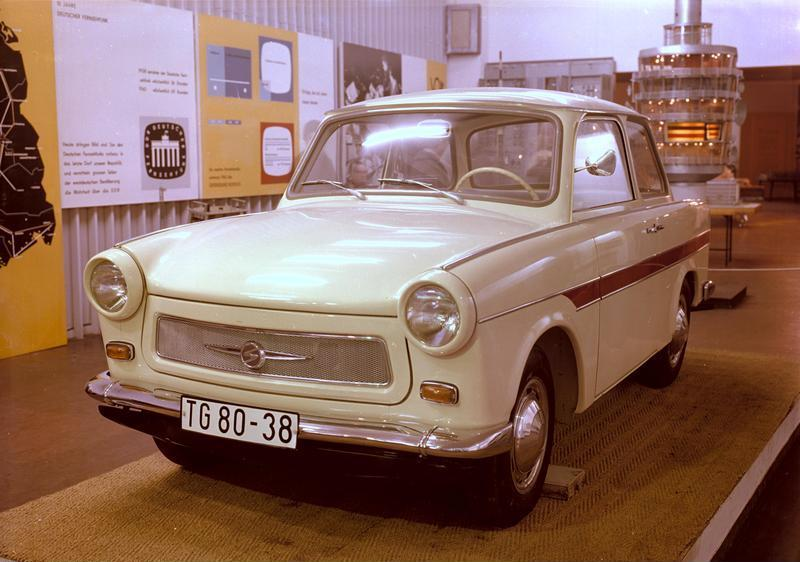
Презентация модели «601» в 1963 году

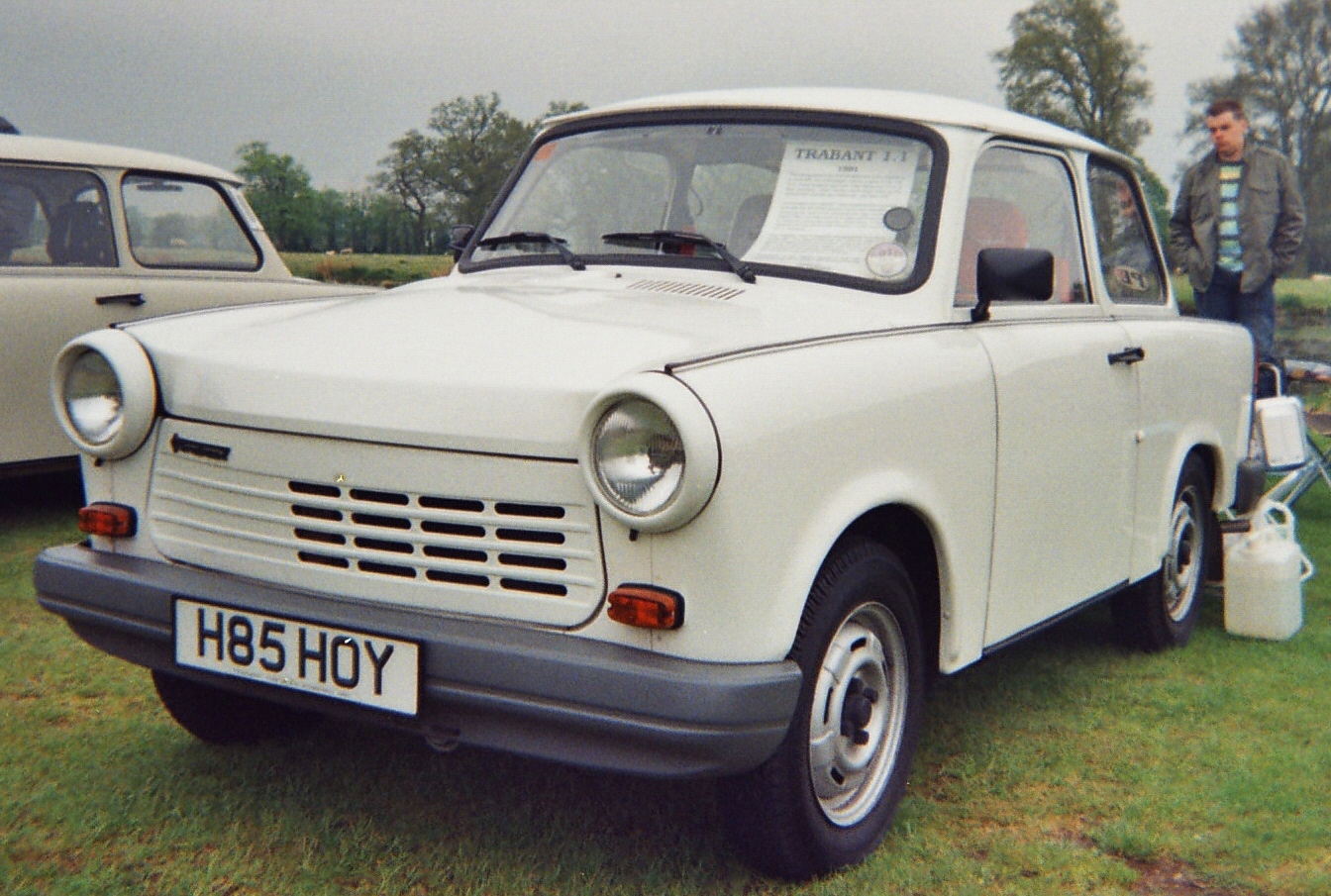
Trabant 1.1 — модель с 4-тактным двигателем от VW Polo

Силовой агрегат автомобиля имел очень оригинальную для тех лет компоновку с поперечным расположением двигателя и главной передачей, расположенной между ним и двухвальной коробкой передач. Впоследствии эта схема стала общепринятой и в настоящее время она доминирует в мировом автомобилестроении, в те годы же передний привод с поперечным расположением силового агрегата за пределами ГДР применялся только на шведских автомобилях SAAB, также являвшихся непрямыми потомками DKW. Массовое распространение этой компоновки на Западе началось с английского MINI — правда, у него коробка передач и главная передача располагались в картере двигателя, что существенно затрудняло обслуживание и ремонт, так что в своём изначальном виде эта схема широкого распространения не получила.
Trabant не имел бензонасоса — топливо поступало в карбюратор самотёком, а бак располагался прямо под капотом, рядом с двигателем, что требовало исключительной аккуратности при заправке и отнюдь не способствовало безопасности — как пожарной, так и в случае аварии.
Часть машин, преимущественно предназначенных для инвалидов, оснащалась полуавтоматической трансмиссией Hycomat, с которой передачи переключались водителем вручную, но сцепление срабатывало автоматически, управляемое электромеханическим блоком через специальную гидросистему.
Подвеска автомобиля отличалась крайней простотой, но при этом имела достаточно совершенную кинематику. Передняя независимая подвеска представляла собой конструкцию со штампованными нижними А-образными рычагами и поперечной рессорой, играющей роль верхних рычагов. Задняя подвеска была также независимой, выполнена тоже на поперечной рессоре, но её трубчатые рычаги были диагональными, закреплёнными на кузове через толстые упругие резиновые шайбы вместо сайлентблоков — они работали на сжатие, а не на скручивание. Рулевое управление было уже реечного типа, достаточно лёгкое и точное.
Кузов автомобиля, вопреки распространённому заблуждению, не был цельнопластиковым — в отличие например от американского Chevrolet Corvette или советских «Старта» и «Зари». Остов кузова Trabant был обычным, сваренным из стальных штамповок, а вот навесные декоративные панели были сделаны из так называемого «дуропласта» — материала на основе фенолформальдегидной смолы (фенопласта) с армирующим наполнителем из отходов (очёсов) хлопкового производства. Эта же технология применялась и для более ранних восточногерманских моделей, например, IFA F8 и AWZ P70 Zwickau, но своего «пика» — и мировой известности — достигла именно на Trabant’е.
Дуропласт был в какой-то мере аналогичен нашедшему в те же годы некоторое применение в автостроении других стран стеклопластику, но по сравнению с ним был намного более пригоден для массового производства: выклейка стеклопластиковых деталей была (и остаётся до настоящего времени) сложным, трудоёмким процессом, экономически выгодным лишь при небольших масштабах выпуска, а дуропластовые кузовные панели выполнялись простой штамповкой. По лицензии детали для различных автомобилей (например, капоты для MINI) из дуропласта выпускались в Великобритании известной фирмой-производителем изделий из пластмасс Formica, но там этот материал не получил такого распространения, как в ГДР.
В результате облегчения конструкции и широкого применения пластмассы автомобиль весил всего 620 кг, и при правильной эксплуатации был малоуязвим для коррозии. Правда, конструкция кузова не допускала лёгкого изменения дизайна — практически любое вмешательство во внешний облик автомобиля требовало внесения изменений в конструкцию стального каркаса. Это стало одной из причин того, что за десятилетия выпуска модели её внешность практически не менялась — после модернизации 1964 года ни один из многочисленных проектов внешнего обновления Trabant (например, разработанный совместно с чешской Skoda Trabant P1100) реализован не был, так что к концу своего выпуска в 1991 году автомобиль выглядел настоящим антиквариатом. При этом его механика в течение всего периода выпуска подвергалась мелким улучшениям, а по компоновочным решениям и рациональности использования внутреннего объёма кузова Trabant в варианте «универсал» не уступал даже микролитражкам 1980-х годов.

## Модификации

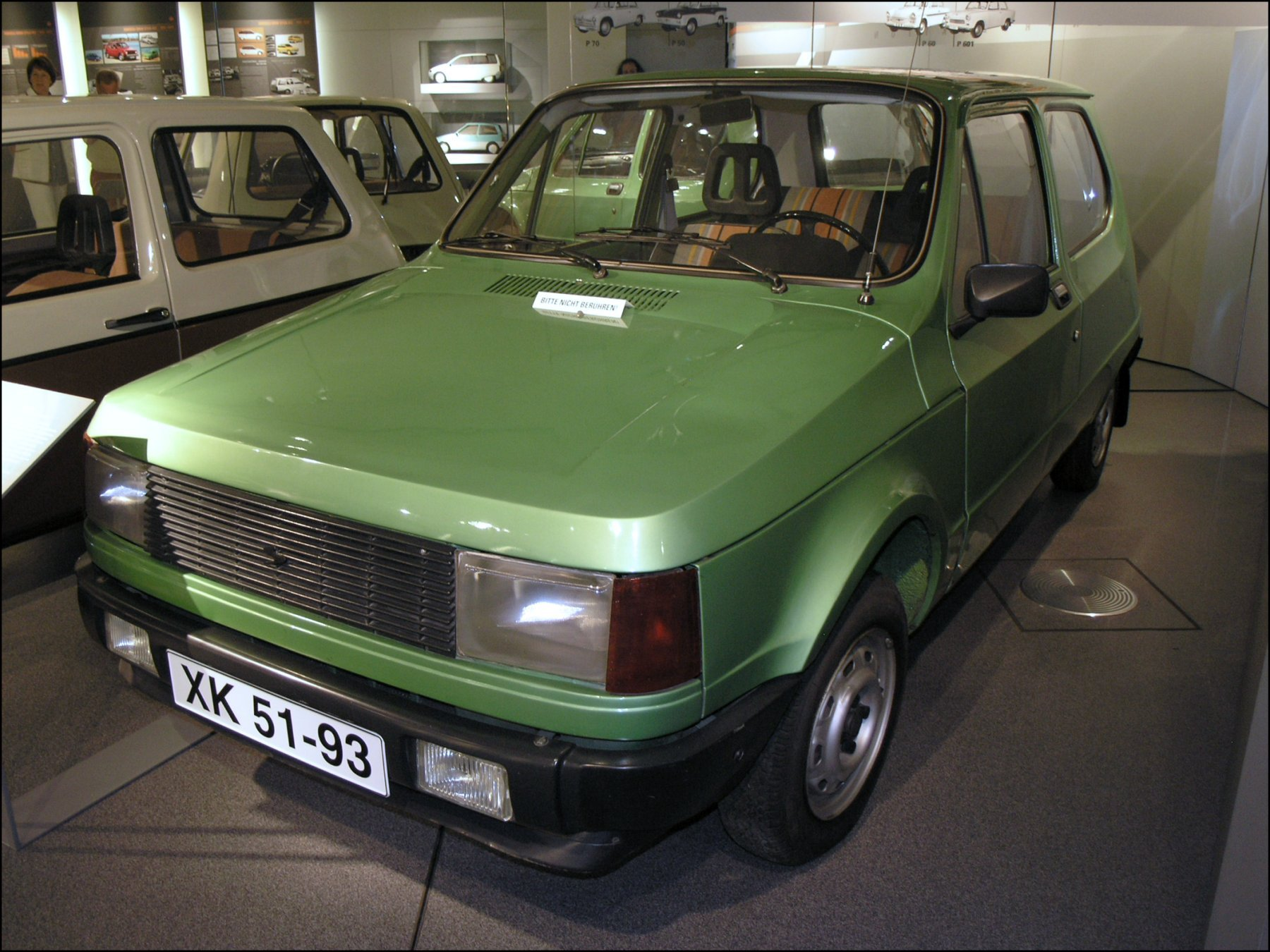
Trabant P 610—1100

Наряду с базовым двухдверным седаном выпускался универсал («Kombi», в ряде источников — «Universal»).
В 1964 году начался выпуск военной модификации машины для ННА ГДР (модель "Trabant-601/A" с упрощённым кузовом без боковых дверей и установленным на фары комплектом светомаскировочных устройств) и её гражданской версией — Trabant Tramp.
Начиная с модели «601» предлагались комплектации — S и de Luxe, имевшие дополнительное оборудование — противотуманные фары и задние фонари, огни заднего хода, измеритель километража поездки и так далее.
Помимо этого существовали многочисленные экспериментальные образцы, не дошедшие до серийного производства.
Например, совместно со «Шкодой» был разработан хетчбэк с четырёхтактным двигателем. В 1979 году совместно со специалистами завода в Эйзенахе (выпускавшего «Вартбурги») была разработана обновлённая версия, внешне очень напоминавшая собственно «Вартбург». Также, проект обновлёния был разработан на самом «Заксенринге» в 1981-82 годах.
Ни один из этих вариантов модернизации в серийное производство не пошёл. Зато с 1988 года стали выпускать модификацию Trabant 1.1 с 1100-кубовым мотором от Volkswagen Polo, которая постепенно стала вытеснять вариант с двухтактным мотором. Изначально планировалось совместить модернизацию механики с обновлением, однако на практике этого не случилось.
Следует также отметить экспериментальные Trabant с роторными двигателями по типу системы Ванкеля, с которыми много экспериментировали во всём мире в 1960—1980-е годы, но до серийного производства дело дошло только в ФРГ (NSU), СССР (ВАЗ) и Японии (Mazda).

## Оценка модели
| Модель       | Число выпущенных машин |
| ------------ | ---------------------- |
| Trabant P70  | 36 151                 |
| Trabant P50  | 131 440                |
| Trabant P60  | 106 628                |
| Trabant P601 | 2 818 547              |
| Trabant 1.1  | 39 474                 |
| всего        | 3 132 240              |

На период своего создания и в первые годы производства Trabant особо не выделялся на фоне других «малолитражек» тех лет с двухтактными двигателями, вроде западногерманских DKW и Borgward-Lloyd, шведских Saab 92 и Saab 93, или японского Subaru 360. Однако, по мере постепенного отказа в шестидесятые годы от шумных и «грязных» двухтактных моторов и общего совершенствования автомобилей, он быстро устаревал, и уже во второй половине этого десятилетия оказался явно ниже среднеевропейского уровня.
Поздние модели в восьмидесятые годы оснащались четырёхтактным двигателем от западногерманского Volkswagen Polo, но существенно осовременить технически дряхлую конструкцию это уже не могло.
Было изготовлено около трёх миллионов Trabant, что ставит его в один ряд с такими символами массовой автомобилизации, как Ford T (хотя их было выпущено впятеро больше), Volkswagen Käfer или MINI. Trabant экспортировался в социалистические страны (преимущественно ЧССР, ПНР и Венгрию), так и в ряд стран капитализма — например, Грецию, Нидерланды, Бельгию, ЮАР и даже Великобританию. Любопытно, что в СССР попадали лишь отдельные экземпляры автомобилей этой модели.

### Цена автомобиля и очереди
Задуманный в качестве «народного» автомобиля, предназначенного для решения задачи массовой автомобилизации, Trabant был самым дешёвым легковым автомобилем в ГДР — его розничная цена была установлена на уровне лишь немногим выше, чем на мотоцикл с коляской, причём с течением времени она постепенно снижалась. Эффект от такой ценовой политики, однако, оказался несколько неожиданным — в течение всего выпуска Trabant объёмы его производства не догоняли уровня спроса, в результате чего покупателям приходилось ждать своей очереди годами, в отдельных случаях — 13 лет и больше.
| Государственные розничные цены на легковые автомобили в ГДР по состоянию на январь 1977 года, в марках ГДР | Государственные розничные цены на легковые автомобили в ГДР по состоянию на январь 1977 года, в марках ГДР |
| --- | --- |
| Trabant 601 Limousine Standart                                                                             | 5202 |
| Trabant 601 Limousine de Luxe                                                                              | 5552 |
| «Запорожец» ЗАЗ-968                                                                                        | 7083 |
| Škoda 100                                                                                                  | 8000 |
| Москвич-2140                                                                                               | 8477 |
| Wartburg 353 W                                                                                             | 8648 |
| Zastava 1100                                                                                               | 9645 |
| ВАЗ-21011                                                                                                  | 10 507 |
| Polski Fiat 125 1300                                                                                       | 11 107 |
| Dacia | 12 151 |
| ВАЗ-2103                                                                                                   | 12 393 |
| ГАЗ-24 «Волга»                                                                                             | 13 200 |
| Официальный курс марки ГДР к советскому рублю — 2,47 : 1                                                   | |

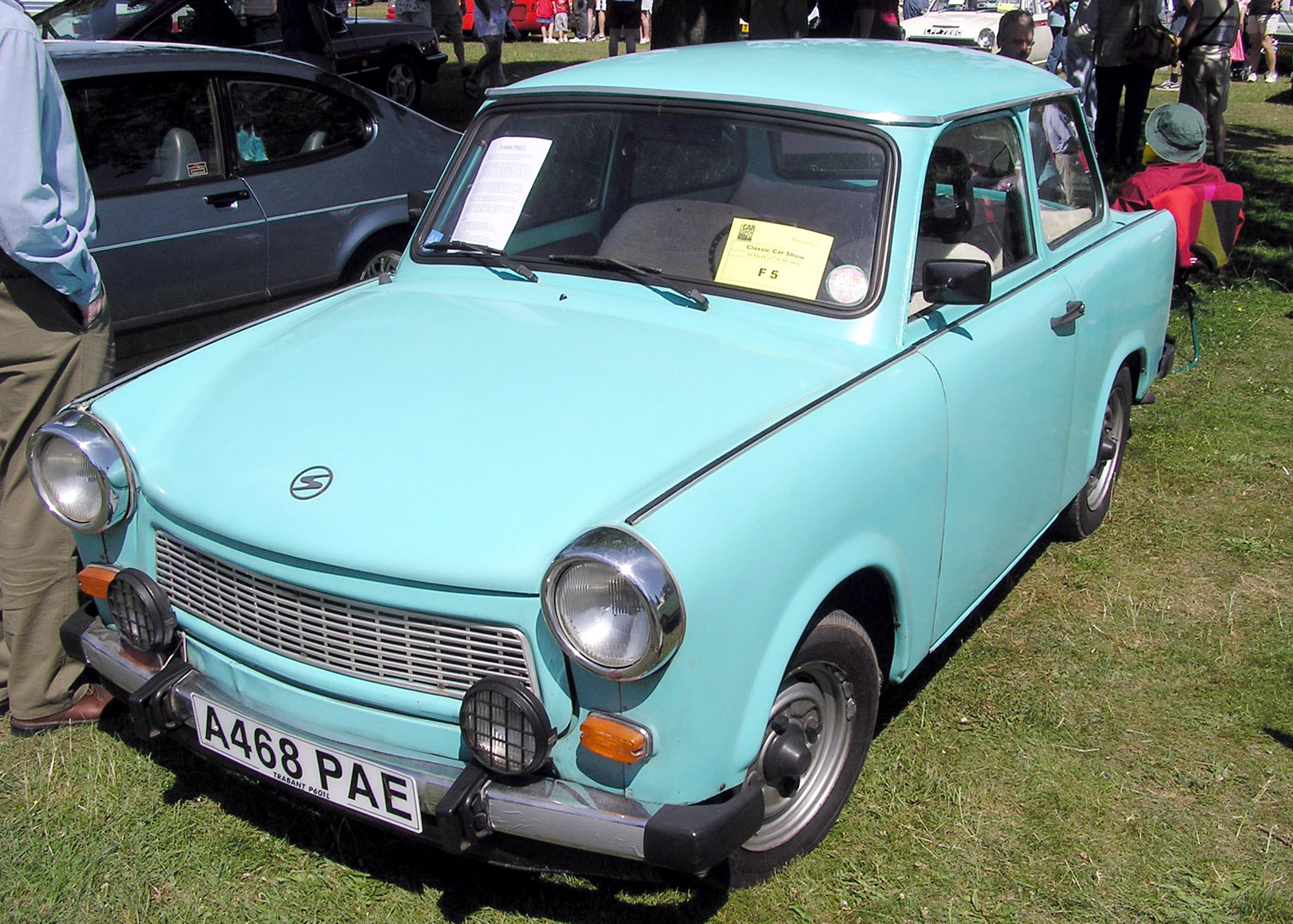
Голубой «Трабант»
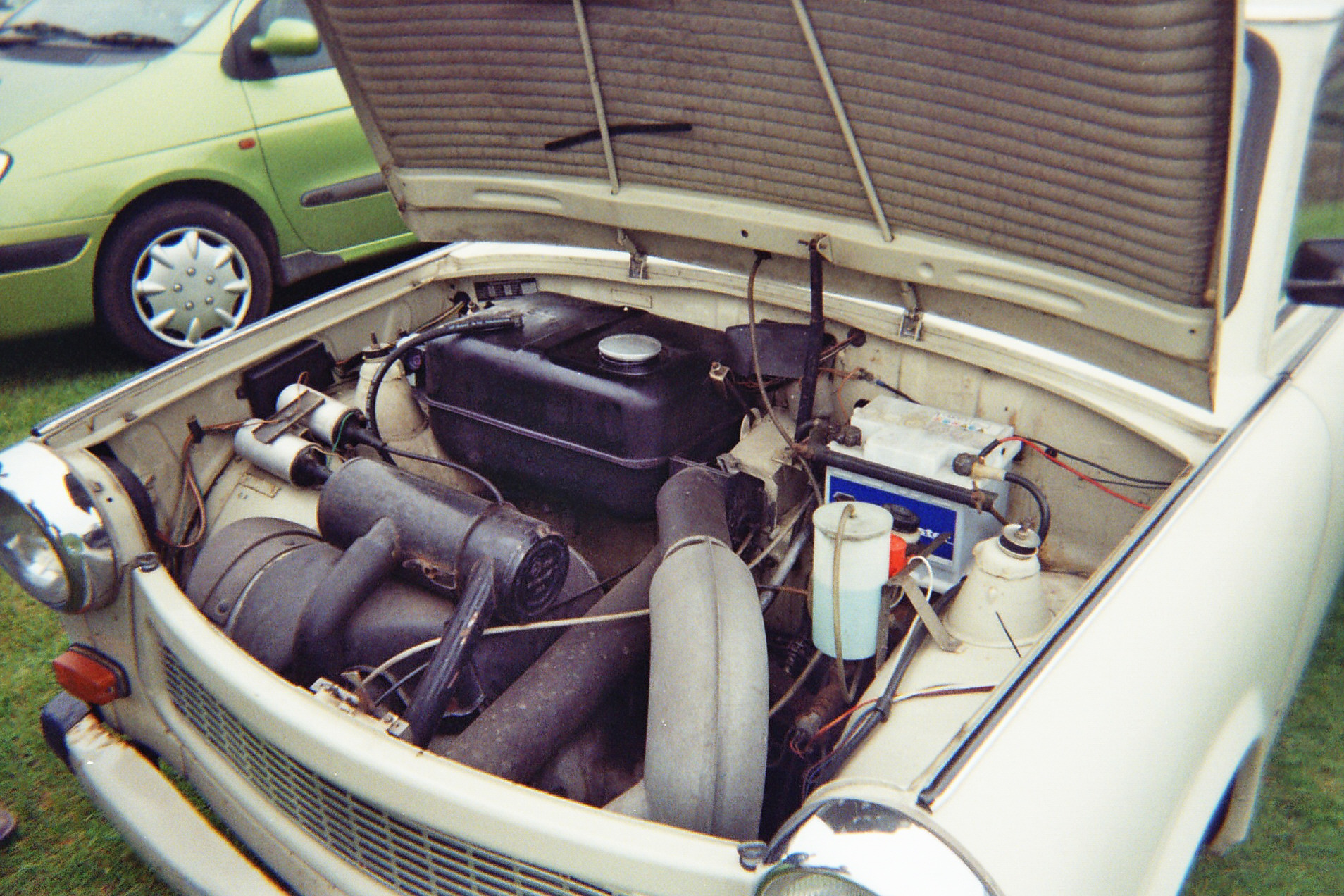
Двухтактный двигатель «Трабанта»
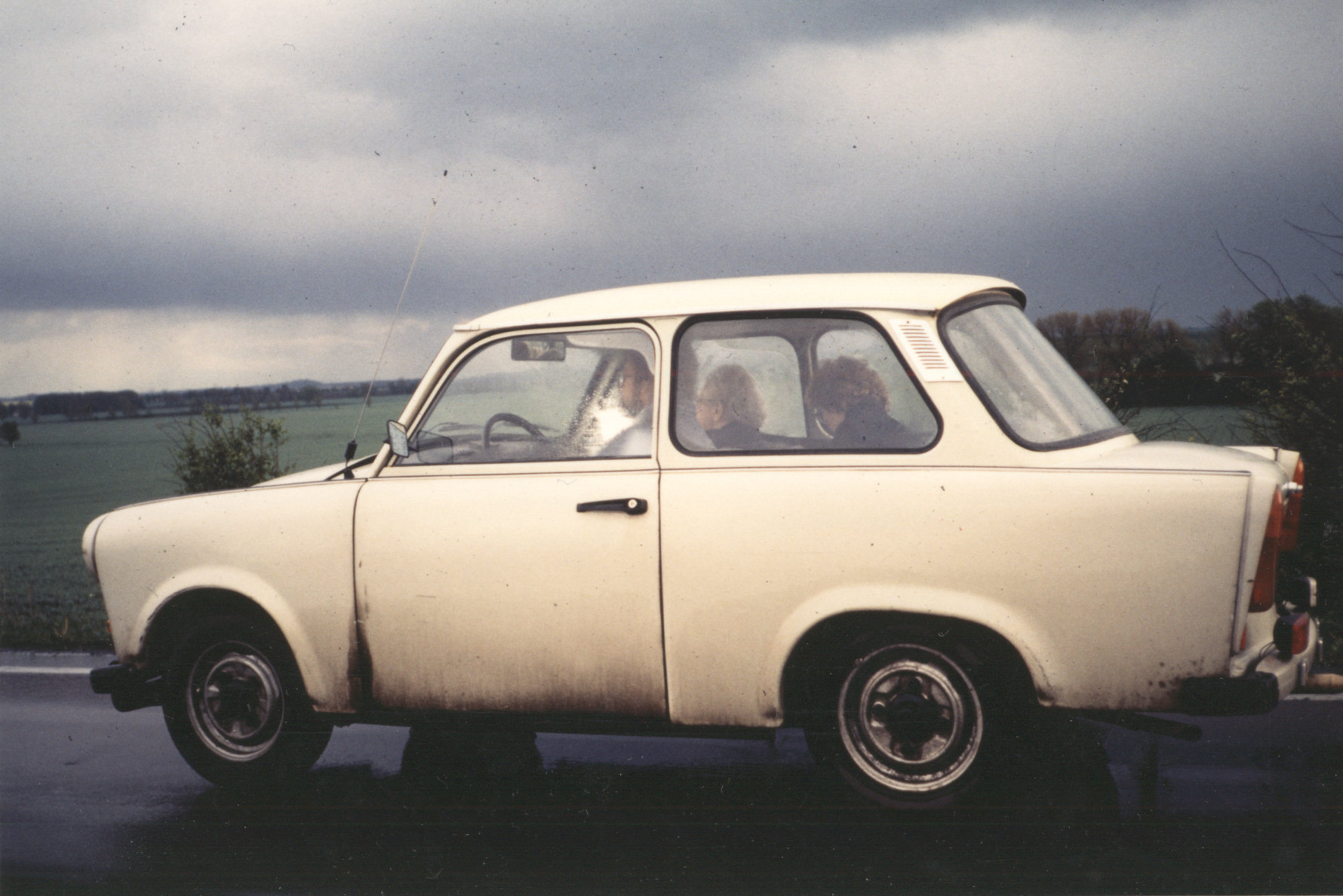
«Трабант» 1964—1990
«Трабант» с кузовом типа универсал на дорогах ГДР 1967 г.
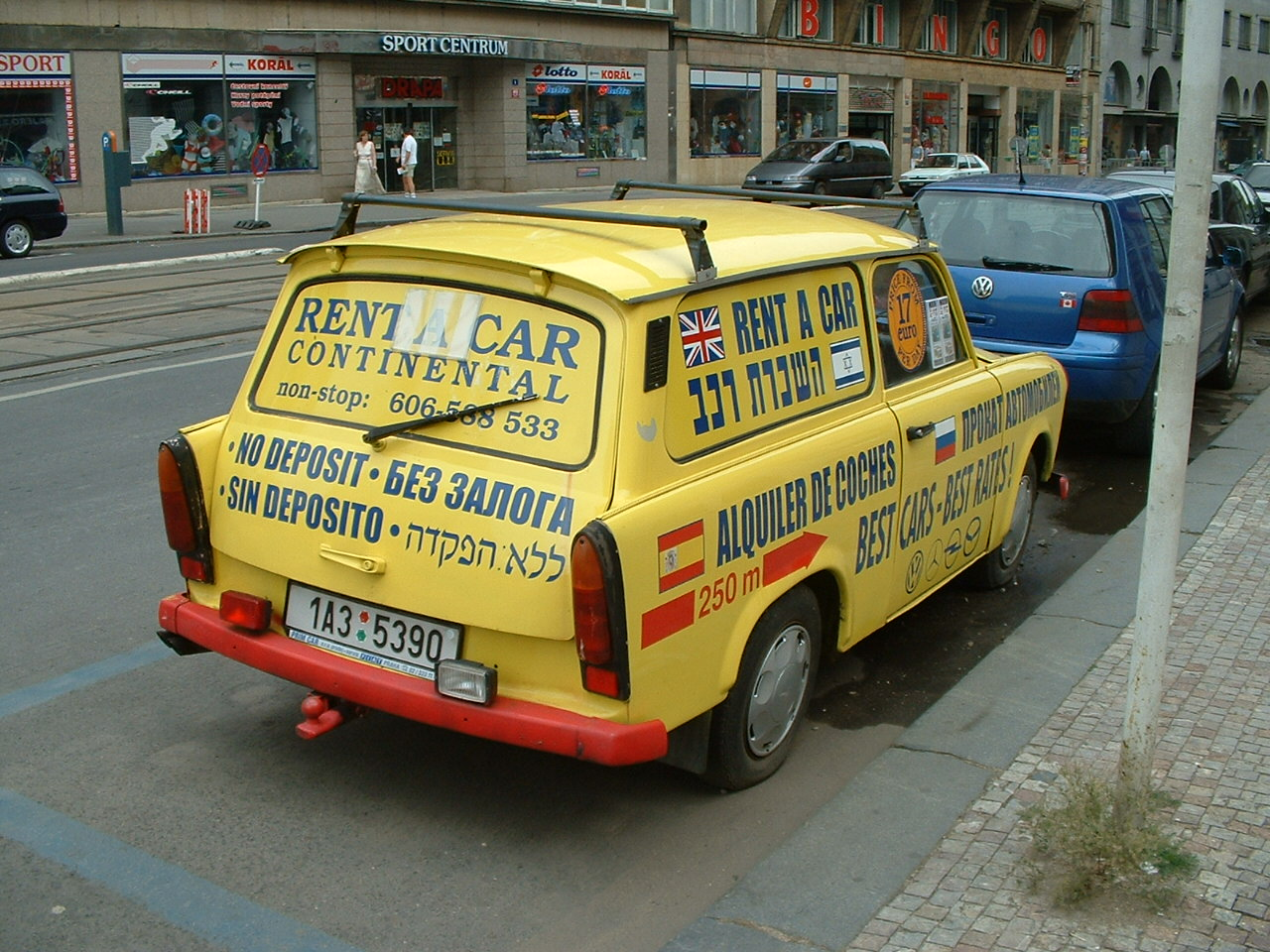
«Трабант» — рекламный щит, ездивший по улицам Праги
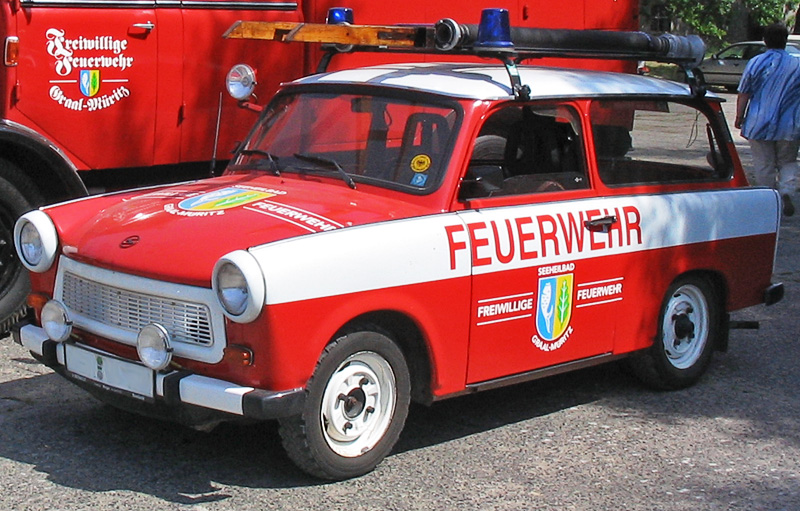
«Трабант», модифицированный для добровольной помощи пожарным
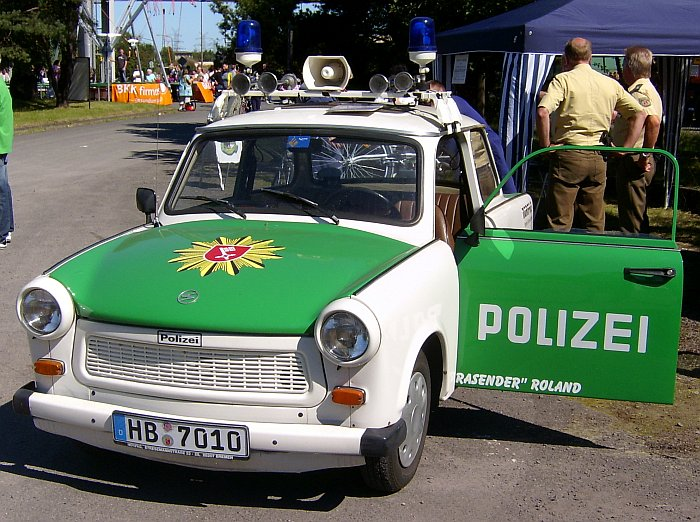
Шуточная полицейская версия
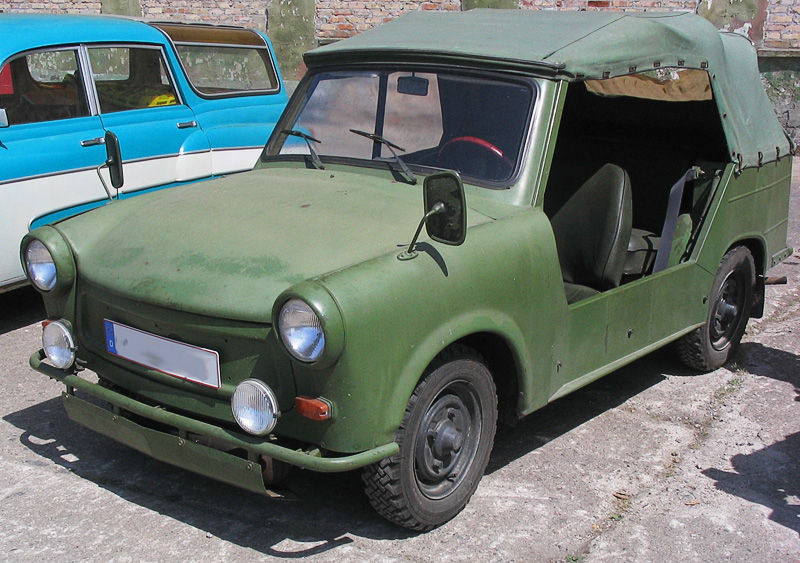
Kübelwagen-Trabant — военная версия
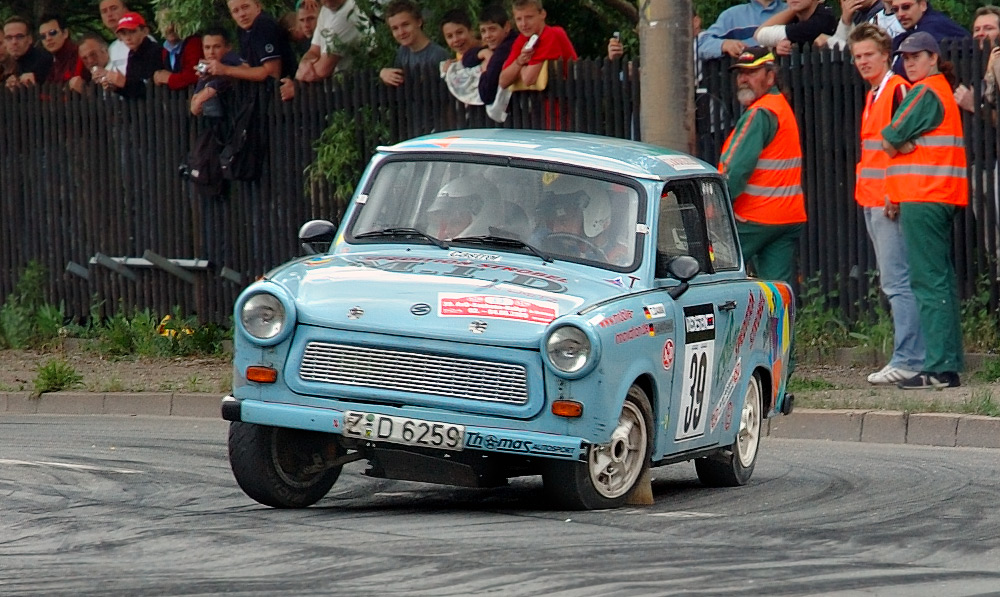
«Трабант» на раллийной трассе
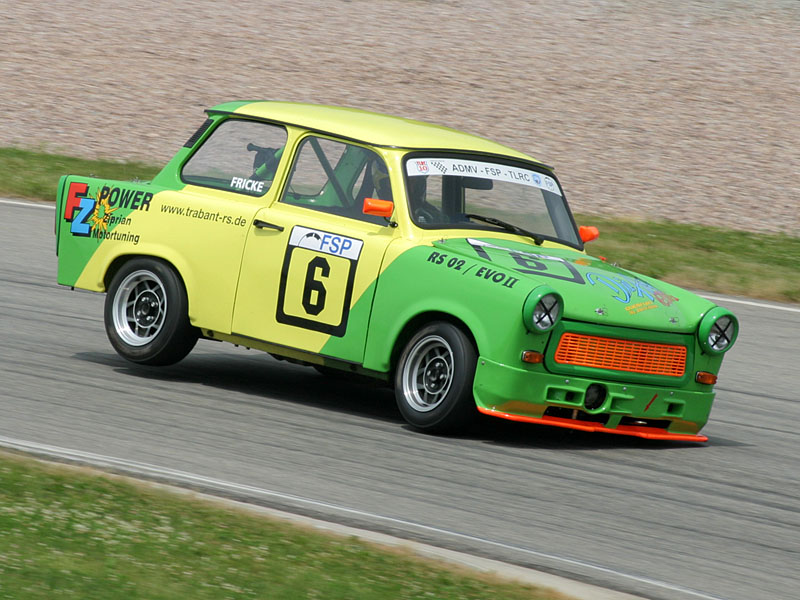
«Трабант» на трассе кольцевых гонок
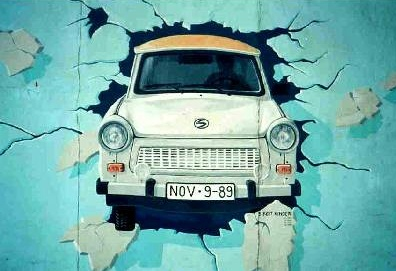
Изображение на Берлинской стене

## Интересные факты
- Одним из создателей «Трабанта» был немецкий автоконструктор Вернер Ланг.[4]
- Trabant представлен в автомобильной коллекции Музейного комплекса УГМК (г. Верхняя Пышма).

## Электрический Trabant
Группа германских компаний планировала возобновить производство Trabant NT в модификации электромобиля — в частности, над этим работали производитель масштабных моделей автомобилей Herpa и разработчик мелкосерийных машин IndiKar. В 2007 году на автомобильной выставке во Франкфурте была представлена моделька в масштабе 1:87. Первый образец был продемонстрирован на мотор-шоу во Франкфурте в сентябре 2009 года. Серийное производство электромобилей Trabant NT предполагалось организовать к 2012 году, однако впоследствии из-за нехватки средств от идеи возрождения легенды пришлось отказаться.
Благодаря компании Herpa в сотрудничестве с компанией IndiKar на международной автомобильной выставке «Франкфурт 2009» состоялась премьера первой модели возрождённой немецкой марки Trabant — концептуального электромобиля nT.

Габаритная длина новинки составляет 3,95 метра, ширина — 1,69 метра, высота — 1,5 метра, а колёсная база равна 2,45 метра. Пятиместный Trabant оснащён 63-сильным электромотором и литиевыми аккумуляторами, которые обеспечивают автомобилю движение на протяжении 160 километров.
От обычной бытовой электросети с напряжением 230 вольт батареи можно полностью зарядить примерно за восемь часов, а при использовании 380-вольтовой розетки это время сокращается до двух часов. Кроме того, на крыше Trabant установлены солнечные батареи, питающие бортовую электронику машины. По данным разработчиков, максимальная скорость новинки составляет 130 километров в час.